# Frick (Familienname)
Frick ist ein deutscher Familienname, eine patronymische Namensbildung aus der niederdeutschen Kurzform für Friedrich.

## Namensträger

### A
- Adolf Frick (Mediziner) (Gotthilf Adolf Frick, auch Adolphe Frick; 1863–1907), Schweizer Mediziner
- Adolf Frick (Bildhauer) (Adolf Karl Frick; 1870–1927), deutscher Bildhauer
- Adolf Frick-Pestalozzi (1896–1975), Schweizer Bankmanager und Unternehmer
- Albert Frick (Politiker) (* 1948), liechtensteinischer Politiker (FBP)
- Albert Frick (Skirennläufer) (* 1949), liechtensteinischer Skirennläufer
- Albert Philipp Frick (1733–1789), deutscher Jurist und Hochschullehrer
- Alex Frick (1901–1991), deutscher Zahnarzt, Politiker und Heimatforscher
- Alexander Frick (1910–1991), liechtensteinischer Politiker
- Alexandra Frick (* 1990), Schweizer Unihockeyspielerin
- Alfons Frick (1913–2002), deutscher Politiker (CDU)
- Alfred Frick (1876–1934), Schweizer Ingenieur
- Alice Frick (1895–1971), deutsche Politikerin (CDU)
- Andreas Frick (Künstler) (* 1964), Schweizer Künstler
- Andreas Frick (Theologe) (* 1964), deutscher Geistlicher, ehemaliger Generalvikar in Aachen
- Annette Frick (* 1957), deutsche Fotokünstlerin
- Anselm Frick (1934–2013), deutscher Physiologe
- Arnold Frick (* 1966), liechtensteinischer Judoka
- Aurelia Frick (* 1975), liechtensteinische Politikerin (FBP)

### B
- Bernd Frick (Fußballspieler) (* 1958), deutscher Fußballspieler
- Bernd Frick (Wirtschaftswissenschaftler) (* 1959), deutscher Wirtschaftswissenschaftler und Hochschullehrer
- Bernhard Frick (um 1600–1655), deutscher Geistlicher, Weihbischof in Paderborn und Hildesheim
- Billy Frick (1911–1977), Schweizer Schauspieler und Filmproduzent
- Bruno Frick (* 1953), Schweizer Politiker

### C
- Carl Frick (1863–1924), schwedischer Kapitän, Unternehmer und Versicherungsmanager
- Childs Frick (1883–1965), US-amerikanischer Paläontologe und Zoologe
- Christian Rudolf Frick (* 1970), österreichischer Jurist und Schriftsteller
- Christoph Frick (Mediziner) (1659–nach 1697), deutscher Chirurg, Ostindienreisender und Autor
- Christoph Frick (Künstler) (* 1959), deutscher Bildhauer
- Christoph Frick (Regisseur) (* 1960), deutscher Theaterregisseur
- Christoph Frick (Fussballspieler, 1974) (* 1974), liechtensteinischer Fußballspieler
- Christoph Frick (Fussballspieler, 1984) (* 1984), liechtensteinischer Fußballspieler
- Claudia Frick (* 1983), deutsche Meteorologin und Bibliothekarin
- Constantin Frick (1877–1949), deutscher Pastor und Politiker

### D
- Daniel Frick (* 1978), liechtensteinischer Fußballspieler
- Davy Frick (* 1990), deutscher Fußballspieler
- Doris Frick (* 1963), liechtensteinische Diplomatin

### E
- Eckhard Frick (* 1955), deutscher Ordensgeistlicher, Psychiater und Psychoanalytiker
- Ernst Frick (Maler) (1881–1956), Schweizer Maler
- Ernst Frick (Fussballspieler), Schweizer Fußballspieler
- Eva Pieper-Rapp-Frick (* 1962), deutsche Kunsthistorikerin
- Ewald Frick (1919–2020), deutscher Psychiater und Neurologe

### F
- Ferdinand Frick (1878–1939), schwedisch-brasilianischer Bildhauer
- Friedrich Frick (1774–1850), deutscher Kupferstecher, siehe Johann Friedrich Frick
- Friedrich Frick (1880–1952), deutscher Pfarrer

### G
- Georg Frick (Chorleiter) (1805–1898), österreichischer Chorleiter
- Georg Frick (Lehrer) (1869–1907), deutscher Lehrer und Autor
- Georg Frick (Politiker), liechtensteinischer Politiker (FBP)
- Georg Friedrich Christoph Frick (1781–1848), deutscher Porzellanfabrikant
- Gerd Frick (Künstler) (* 1948), deutscher Maler und Grafiker
- Gerd Frick (Leichtathlet) (* 1974), italienischer Bergläufer
- Gerhard Frick (1936–2015), deutscher Arzt und Naturheilkundler
- Gisela Frick (1946–2025), deutsche Politikerin (FDP)
- Gottlieb Frick (1874–1959), Schweizer Maler
- Gottlob Frick (1906–1994), deutscher Sänger (Bass)
- Guido Frick (* 1947), deutscher Journalist und Maler
- Gunther Frick († 2001), deutscher Musiker

### H
- Hans Frick (Offizier) (1888–1975), Schweizer Militär
- Hans Frick (Landrat) (1911–1945), deutscher Landrat
- Hans Frick (Anatom) (* 1921), deutscher Anatom und Hochschullehrer
- Hans Frick (Schriftsteller) (1930–2003), deutscher Schriftsteller
- Hans Frick (Journalist) (1938–2013), deutscher Journalist
- Hans Konrad Frick (1811–1897), Schweizer Mundartdichter
- Heinrich Frick (1893–1952), deutscher Theologe
- Heinz Frick (1919–2010), deutscher Politiker (SPD), Mitglied des Abgeordnetenhauses von Berlin
- Helge Frick (* vor 1957), deutscher Ingenieur und Hochschullehrer
- Henry Frick (Politiker) (1795–1844), US-amerikanischer Politiker
- Henry Clay Frick (1849–1919), US-amerikanischer Industrieller
- Hermann Frick (Tiermediziner) (1860–1930), deutscher Tiermediziner und Hochschullehrer
- Hermann Frick (Schauspieler) (1897–1987), Schweizer Schauspieler

### I
- Ida Frick (1808–1893), deutsche Schriftstellerin und Übersetzerin aus dem Französischen
- Ida Frick (1824–?), deutsche Schriftstellerin und Übersetzerin aus dem Niederländischen

### J
- Jérémy Frick (* 1993), Schweizer Fußballtorhüter
- Johann Frick (Theologe, 1634) (1634–1689), deutscher Prediger und Theologe
- Johann Frick (Theologe, 1670) (1670–1739), deutscher Prediger und Theologe
- Johann Frick (Pädagoge) (1713–1769), deutscher Pädagoge
- Johann Frick (Ethnologe) (1903–2003), österreichischer Geistlicher und Ethnologe
- Johann Friedrich Frick (auch Friedrich Frick; 1774–1850), deutscher Maler, Grafiker und Kupferstecher
- Johann Gottlieb Ferdinand Frick (1809–1880), deutscher Maler
- Johannes Frick-Huber (1859–1935), Schweizer Genealoge
- Joseph Frick (1806–1875), deutscher Mediziner, Pädagoge und Politiker
- Julia Frick (Regisseurin) (* 1982), österreichische Regisseurin, Filmproduzentin und Drehbuchautorin
- Julia Frick (Skilangläuferin) (* 1986), deutsche Skilangläuferin
- Julia Frick (Eishockeyspielerin) (* 1994), österreichische Eishockeyspielerin
- Julian Frick (1933–2012), österreichischer Urologe
- Julius Frick (1884–1964), deutscher Maler und Bildhauer
- Jürgen Frick (1966–2014), liechtensteinischer Bankier

### K
- Karin Frick (* 1961), Schweizer Trend- und Zukunftsforscherin
- Karl Frick (Althistoriker) (1848–nach 1910), deutscher Althistoriker und Lehrer
- Karl Frick (Philosoph) (1856–1931), österreichischer Philosoph und Theologe
- Karl Frick (Jurist) (1910–1992), deutscher Jurist und Richter
- Karl R. H. Frick (Karl Richard Hermann Frick; 1922–2012), deutscher Mediziner und Autor
- Katrin Frick (* 1962), Schweizer Politikerin (FDP)
- Klaus N. Frick (* 1963), deutscher Redakteur
- Konstantin Frick (1907–2001), deutscher Bildhauer
- Kurt Frick (1884–1963), deutscher Architekt

### L
- Lothar Frick (* 1961), deutscher Politikwissenschaftler und Politiker (CDU)
- Lukas Frick (* 1994), Schweizer Eishockeyspieler

### M
- Manfred Frick (* 1961), liechtensteinischer Fußballspieler
- Manuel Frick (* 1984), liechtensteinischer Politiker
- Marguerite Frick-Cramer (1887–1963), Schweizer Historikerin, Hochschullehrerin und Mitglied des Internationalen Komitees vom Roten Kreuz
- Marie Frick (* 1985), französische Volleyballspielerin
- Marie-Luisa Frick (* 1983), österreichische Philosophin und Hochschullehrerin
- Mario Frick (Politiker) (* 1965), liechtensteinischer Politiker
- Mario Frick (Fussballspieler) (* 1974), liechtensteinischer Fußballspieler
- Markus Frick (* 1972), deutscher Börsenspekulant und Autor
- Martin Frick (* 1933), deutscher Meteorologe und Schriftsteller
- Matthias Frick (* 1985), Schweizer Politiker
- Max Frick (1863–1942), deutscher Jurist und Politiker der DNVP
- Michael Frick (* 1971), deutscher Kontrabassist, Sänger und Instrumentenbauer
- Michaela Frick (* 1962), österreichische Kunsthistorikerin

### N
- Noah Frick (* 2001), liechtensteinischer Fußballspieler

### O
- Oskar Frick (1910–2009), Schweizer Maler und Fotograf
- Otto Frick (Pädagoge) (Otto Paul Martin Frick; 1832–1892), deutscher Philologe und Pädagoge
- Otto Frick (Verleger), deutscher Drucker und Verleger
- Otto Frick (Architekt) (1877–nach 1939), deutscher Architekt
- Otto Frick (Politiker), deutscher Politiker (NSDAP), MdL Mecklenburg-Schwerin
- Otto Frick (Kunsthistoriker) (1950–2016), deutscher Kunsthistoriker, Sammler und Kurator

### P
- Paul de Frick (1864–1935), französischer Maler
- Paul Frick (Mediziner, 1899) (1899–1992), deutscher Kinderarzt
- Paul Frick (Mediziner, 1922) (1922–2018), Schweizer Internist und Hochschullehrer
- Paul Friedrich Frick (* 1979), deutscher Komponist, Musiker und Produzent
- Pepo Frick (* 1952), liechtensteinischer Politiker
- Per Frick (* 1992), schwedischer Fußballspieler
- Peter Frick (Schauspieler), österreichischer Schauspieler
- Peter Frick (Rennfahrer), Schweizer Motorradrennfahrer
- Peter Frick (Theologe) (* 1961), kanadischer Theologe
- Peter Frick (Politiker, 1965) (* 1965). liechtensteinischer Politiker
- Peter Frick (Politiker, 1968) (* 1968), Schweizer Politiker

### R
- René-Oscar Frick (1898–1981), Schweizer Journalist und Folklorist
- Robert Frick (Theologe) (1901–1990), deutscher Theologe
- Robert Frick (Oberst) (1902–1980), Schweizer Oberst
- Robert Frick (Jurist) (Robert Georg Frick; * 1925), Schweizer Jurist und Richter
- Rolf Frick (1936–2008), deutscher Designer, Hochschullehrer, Unternehmer und Politiker (FDP)
- Rosmarie Frick (* 1949), Schweizer Krankenschwester und Hochschullehrerin
- Rudolf Frick (1939–2007), Schweizer Musiker, Musikwissenschaftler und Herausgeber

### S
- Sarah Viktoria Frick (* 1982), Liechtensteiner Schauspielerin
- Siard Frick (1679–1750), deutscher Prämonstratenser, Abt von Schussenried
- Simon Frick (Politiker) (1914–2011), Schweizer Politiker (FDP)
- Simon Frick (Musiker) (* 1983), österreichischer Musiker
- Stephen Frick (* 1964), US-amerikanischer Astronaut

### T
- Theodor Frick (Theodore Frick; 1830–1881), deutsch-US-amerikanischer Fabrikant
- Thomas Frick (* 1962), deutscher Regisseur und Drehbuchautor

### U
- Ulrich Frick (Psychologe) (* 1956), deutscher Psychologe und Hochschullehrer
- Ulrich Frick (Sportwissenschaftler) (* 1959), deutscher Sportwissenschaftler
- Ursula Frick (1938–2023), deutsche Medizinerin und Hochschullehrerin

### W
- Walter Frick (Unternehmer) (1895–1945), deutscher Offizier und Unternehmer
- Walter Frick (Dirigent) (1908–1941), deutscher Dirigent
- Walter Frick (Maler) (* 1948), deutscher Maler und Zeichner
- Walter Frick (Politiker) (* 1956), liechtensteinischer Politiker (VU)
- Walther Frick (1924–2016), deutscher Journalist
- Werner Frick (Germanist) (* 1953), deutscher Germanist
- Werner Frick (Politiker) (* 1955), italienischer Politiker (SVP)
- Wilhelm Frick (1843–1886), deutsch-österreichischer Buchhändler, siehe Wilhelm Frick Buchhandlung
- Wilhelm Frick, eigentlicher Name von Wilhelm Schussen (1874–1956), deutscher Schriftsteller
- Wilhelm Frick (1877–1946), deutscher Jurist und Politiker (NSDAP)
- Wilhelm Frick (Politiker, II), deutscher Politiker (SPD), MdL Württemberg
- Wilhelm Frick (Politiker, 1894) (1894–1961), Schweizer Jurist, Herausgeber und Politiker
- Wilhelm Julius Frick (1884–1964), deutscher Maler und Bildhauer
- William Frick (1790–1855), US-amerikanischer Jurist, Richter und Schriftsteller
- Willie Frick (1896–1964), deutscher Eiskunstlauftrainer
- Wolfgang Frick (* 1966), Schweizer Wirtschaftsmanager und Publizist

### X
- Xaver Frick (Leichtathlet, 1913) (1913–2009), liechtensteinischer Leichtathlet und Skilangläufer
- Xaver Frick (Leichtathlet, 1946) (* 1946), liechtensteinischer Leichtathlet

### Y
- Yanik Frick (* 1998), liechtensteinischer Fußballspieler